# (437805) 2015 DG24
(437805) 2015 DG24 es un asteroide perteneciente al cinturón de asteroides, descubierto el 2 de marzo de 2006 por el equipo Spacewatch desde el Observatorio Nacional de Kitt Peak (Arizona, Estados Unidos).